# Puchar Świata w biegach na nartorolkach 2018
Puchar Świata w biegach na nartorolkach 2018 rozpoczął się w Torsby 13 lipca, a zakończył 16 września w Alpe Cermis. Obrońcami kryształowych kul byli reprezentantka Słowacji Alena Procházková oraz reprezentant Szwecji Robin Norum.

## Kalendarz i wyniki

### Kobiety
| Lp  | Data             | Miejscowość            | Dystans                              | 1. miejsce           | 2. miejsce        | 3. miejsce        |
| --- | ---------------- | ---------------------- | ------------------------------------ | -------------------- | ----------------- | ----------------- |
| 1.  | 13 lipca 2018    | Torsby                 | Sprint stylem dowolnym               | Linn Sömskar         | Jackline Lockner  | Sandra Schützová  |
| 2.  | 14 lipca 2018    | Torsby                 | 7 km stylem dowolnym (mass start)    | Linn Sömskar         | Johanna Skottheim | Sandra Olsson     |
| 3.  | 15 lipca 2018    | Torsby                 | 7 km s. klasycznym (bieg pościgowy)  | Linn Sömskar         | Sandra Olsson     | Alena Procházková |
| 4.  | 20 lipca 2018    | Madona                 | sprint na 200 m s. dowolnym          | Lisa Bolzan          | Jackline Lockner  | Alena Procházková |
| 5.  | 21 lipca 2018    | Madona                 | 15 km stylem dowolnym (mass start)   | Alena Procházková    | Sandra Schützová  | Jackline Lockner  |
| 6.  | 22 lipca 2018    | Madona                 | 7.5 km stylem klasycznym             | Alena Procházková    | Sandra Schützová  | Julia Angelsiöö   |
| 7.  | 31 sierpnia 2018 | Chanty-Mansyjsk        | 12 km stylem dowolnym                | Swietłana Nikołajewa | Sandra Schützová  | Olga Michajłowa   |
| 8.  | 1 września 2018  | Chanty-Mansyjsk        | sprint na 200 m s. dowolnym          | Olga Letuczewa       | Lisa Bolzan       | Alena Procházková |
| 9.  | 2 września 2018  | Chanty-Mansyjsk        | 15 km stylem dowolnym (mass start)   | Uljana Gawriłowa     | Alena Procházková | Lisa Bolzan       |
| 10. | 13 września 2018 | Trydent/ Monte Bondone | 2,5 km stylem klasycznym             | Francesca Baudin     | Łada Nesterenko   | Sandra Schützová  |
| 11. | 14 września 2018 | Trydent                | sprint na 200 m s. dowolnym          | Alena Procházková    | Lisa Bolzan       | Jackline Lockner  |
| 12. | 15 września 2018 | Ziano di Fiemme        | 10 km stylem dowolnym (mass start)   | Lisa Bolzan          | Alena Procházková | Sandra Schützová  |
| 13. | 16 września 2018 | Alpe Cermis            | 10 km s. klasycznym (bieg pościgowy) | Alena Procházková    | Sandra Schützová  | Julia Angelsioeoe |

### Mężczyźni
| Lp  | Data             | Miejscowość            | Dystans                              | 1. miejsce             | 2. miejsce        | 3. miejsce            |
| --- | ---------------- | ---------------------- | ------------------------------------ | ---------------------- | ----------------- | --------------------- |
| 1.  | 13 lipca 2018    | Torsby                 | Sprint stylem dowolnym               | Erik Silfver           | Pontus Hermansson | Baptiste Noel         |
| 2.  | 14 lipca 2018    | Torsby                 | 7 km stylem dowolnym (mass start)    | Robin Norum            | Pontus Hermansson | Matteo Tanel          |
| 3.  | 15 lipca 2018    | Torsby                 | 7 km s. klasycznym (bieg pościgowy)  | Robin Norum            | Pontus Hermansson | Viktor Thorn          |
| 4.  | 20 lipca 2018    | Madona                 | sprint na 200 m s. dowolnym          | Emanuele Becchis       | Alessio Berlanda  | Ludvig Søgnen Jensen  |
| 5.  | 21 lipca 2018    | Madona                 | 20 km stylem dowolnym (mass start)   | Victor Gustafsson      | Emanuele Becchis  | Erik Silfver          |
| 6.  | 22 lipca 2018    | Madona                 | 10 km stylem klasycznym              | Robin Norum            | Victor Gustafsson | Ołeksij Krasowski     |
| 7.  | 31 sierpnia 2018 | Chanty-Mansyjsk        | 16 km stylem dowolnym                | Victor Gustafsson      | Robin Norum       | Anton Szatagin        |
| 8.  | 1 września 2018  | Chanty-Mansyjsk        | sprint na 200 m s. dowolnym          | Dimitrij Woronin       | Emanuele Becchis  | Anton Juriew          |
| 9.  | 2 września 2018  | Chanty-Mansyjsk        | 20 km stylem dowolnym (mass start)   | Ilja Beżgin            | Francesco Becchis | Iwan Anisimow         |
| 10. | 13 września 2018 | Trydent/ Monte Bondone | 5 km stylem klasycznym               | Paul Constantin Pepene | Matteo Tanel      | Petrică Hogiu         |
| 11. | 14 września 2018 | Trydent                | sprint na 200 m s. dowolnym          | Emanuele Becchis       | Alessio Berlanda  | Jostein Olafsen       |
| 12. | 15 września 2018 | Ziano di Fiemme        | 15 km stylem dowolnym (mass start)   | Matteo Tanel           | Ján Koristek      | Jewgienij Diemientjew |
| 13. | 16 września 2018 | Alpe Cermis            | 20 km s. klasycznym (bieg pościgowy) | Jewgienij Diemientjew  | Robin Norum       | Victor Gustafsson     |

## Klasyfikacje
| Lp. | Zawodnik              | Punkty |
| --- | --------------------- | ------ |
| 1.  | Robin Norum           | 904    |
| 2.  | Victor Gustafsson     | 806    |
| 3.  | Jewgienij Diemientjew | 556    |
| 4.  | Matteo Tanel          | 498    |
| 5.  | Alfred Buskqvist      | 473    |
| 6.  | Emanuele Becchis      | 440    |
| 7.  | Francesco Becchis     | 423    |
| 8.  | Erik Silfver          | 404    |
| 9.  | Ján Koristek          | 286    |
| 10. | Pontus Hermansson     | 284    |

| Lp. | Zawodniczka        | Punkty |
| --- | ------------------ | ------ |
| 1.  | Alena Procházková  | 1070   |
| 2.  | Sandra Schützová   | 776    |
| 3.  | Jackline Lockner   | 664    |
| 4.  | Julia Angelsioeoe  | 640    |
| 5.  | Lisa Bolzan        | 638    |
| 6.  | Olga Letuszewa     | 470    |
| 7.  | Varvara Prokhorova | 395    |
| 8.  | Anna Bolzan        | 368    |
| 9.  | Linn Sömskar       | 350    |
| 9.  | Kitija Auzina      | 333    |